# Leucanthemopsidinae
Leucanthemopsidinae es una subtribu perteneciente a la subfamilia Asteroideae de la familia Asteraceae.

## Descripción
Las especies de esta subtribu son hierbas perennes (o posiblemente anuales). Las hojas a lo largo del vástago están dispuestas de una manera alterna son lobadas y con los bordes dentados (1-2 - pinnatosectas ). La inflorescencia está formada por cabezuelas aisladas. La estructura de las cabezas es típico de la familia Asteraceae : un pedículo soporta una carcasa ahuecada semiesférica compuesta de diferentes escalas (o brácteas ) dispuestas en varias series (3 o 4) de manera imbricada que sirven como protección para el receptáculo plano-convexo donde se encuentran dos tipos de flores: las externas radiantes liguladas y femeninas (o estériles) dispuestos en un solo rango y las internas de los discos, tubulares  y hermafroditas. Los pétalos son 5-lobulado. Las frutas son aquenios sin vilano con 5-10 costillas longitudinales.

## Distribución y hábitat
Las especies de este grupo se distribuyen principalmente en el área mediterránea (algunos géneros son monoespecíficos y endémicos de España ). 

## Géneros
La subtribu comprende 4 géneros y 12 especies:
- Castrilanthemum Vogt & Oberprieler (1 sp.)
- Hymenostemma Willk. (1 sp.)
- Leucanthemopsis (Giroux) Heywood (9 spp.)
- Prolongoa Boiss. (1 sp.)